# Schalesbach
Der Schalesbach ist ein 8,72 km langer, orografisch linker Nebenfluss der Dhron im Hunsrück in Rheinland-Pfalz. Im Oberlauf wird der Bach Gutenthaler Bach genannt. Das Wassereinzugsgebiet hat eine Größe von 38,932 km², die Fließgewässerkennziffer ist 26762.
Der Schalesbach entspringt in der Gemeinde Morbach auf etwa 564 m ü. NN, nordöstlich des Ortsteils Hoxel. Er fließt in westlicher Richtung zunächst parallel zur Hunsrückhöhenstraße (B 327), bildet dann die Gemarkungsgrenzen von Morbach zu Rorodt, Immert und Etgert und mündet nördlich von Etgert auf etwa 259 m ü. NN in die Dhron.
Linke Zuflüsse sind
der Rielsbach (Länge 3,78 km),
der Simm (Länge 5,91 km),
der Rorodter Bach (Länge 2,74 km) und
der Bornhellerbach (Länge 2,50 km).